# Rigiditate

Încovoierea (deformarea) unei bare sub acțiunea unei forțe

Rigiditatea (din fr. rigidité)  este proprietatea corpurilor de a se opune deformării mecanice [elastice] sub acțiunea unor forțe care se exercită asupra lor. Conceptul complementar (invers) este flexibilitatea: cu cât un obiect este mai flexibil, cu atât acesta este mai puțin rigid. În sens figurat: severitate, duritate, austeritate, intransigență.

## Calcule de definire a rigidității
Rigiditatea R a unui corp este o măsură a rezistenței prezentate de un corp elastic la deformarea  produsă de forța aplicată. Pentru un corp elastic cu un singur grad de libertate, (de exemplu, la întinderea sau compresiunea unei bare), rigiditatea este definită prin raportul:
```
                 R = F/y
```

în care: F este forța aplicată asupra corpului; y este deplasarea produsă de forță în lungul aceluiași grad de libertate (de exemplu, modificarea lungimii unui arc supus întinderii). Rigiditatea este definită de obicei în condiții statice, reprezentând rigiditatea statică, dar uneori, în condițiile unor sarcini dinamice se consideră rigiditatea dinamică.
În Sistemul internațional de unități rigiditatea este exprimată în newton pe metru (N/m).

## Aplicații
În domeniul științific Tehnologia construcțiilor de mașini se folosește conceptul „rigiditatea sistemului tehnologic” care reprezintă capacitatea acestui sistem de a se opune deformațiilor sub acțiunea forțelor de așchiere. Rigiditatea statică a unui element al sistemului tehnologic (mașină-unealtă - dispozitiv - sculă - piesă) se definește prin raportul dintre forța statică aplicată și mărimea deformației elastice a elementului respectiv pe direcția de acțiune a acestei forțe. Din punctul de vedere al preciziei de prelucrare, cea mai mare importanță au deformațiile elastice ale elementelor sistemului tehnologic pe direcția normală la suprafața prelucrată prin așchiere, adică pe direcția de acțiune a componentei Fy a forței de așchiere.
În biologie, rigiditatea unei matrici extracelulare este importantă pentru ghidarea migrației celulare într-un fenomen numit durotaxis.
În domeniul electricității: Rigiditatea dielectrică este proprietatea unui mediu rău conducător de electricitate de a nu fi străpuns sub acțiunea unui câmp electric.